# Hôtel de Sassenay (Dijon)
L'Hôtel le Compasseur de Sassenay est un hôtel particulier de la ville de Dijon situé dans son secteur sauvegardé. Il est au 3 rue Berbisey.
Il est inscrit en partie aux monuments historiques depuis 1928 et 1947.

## Plaque d'information

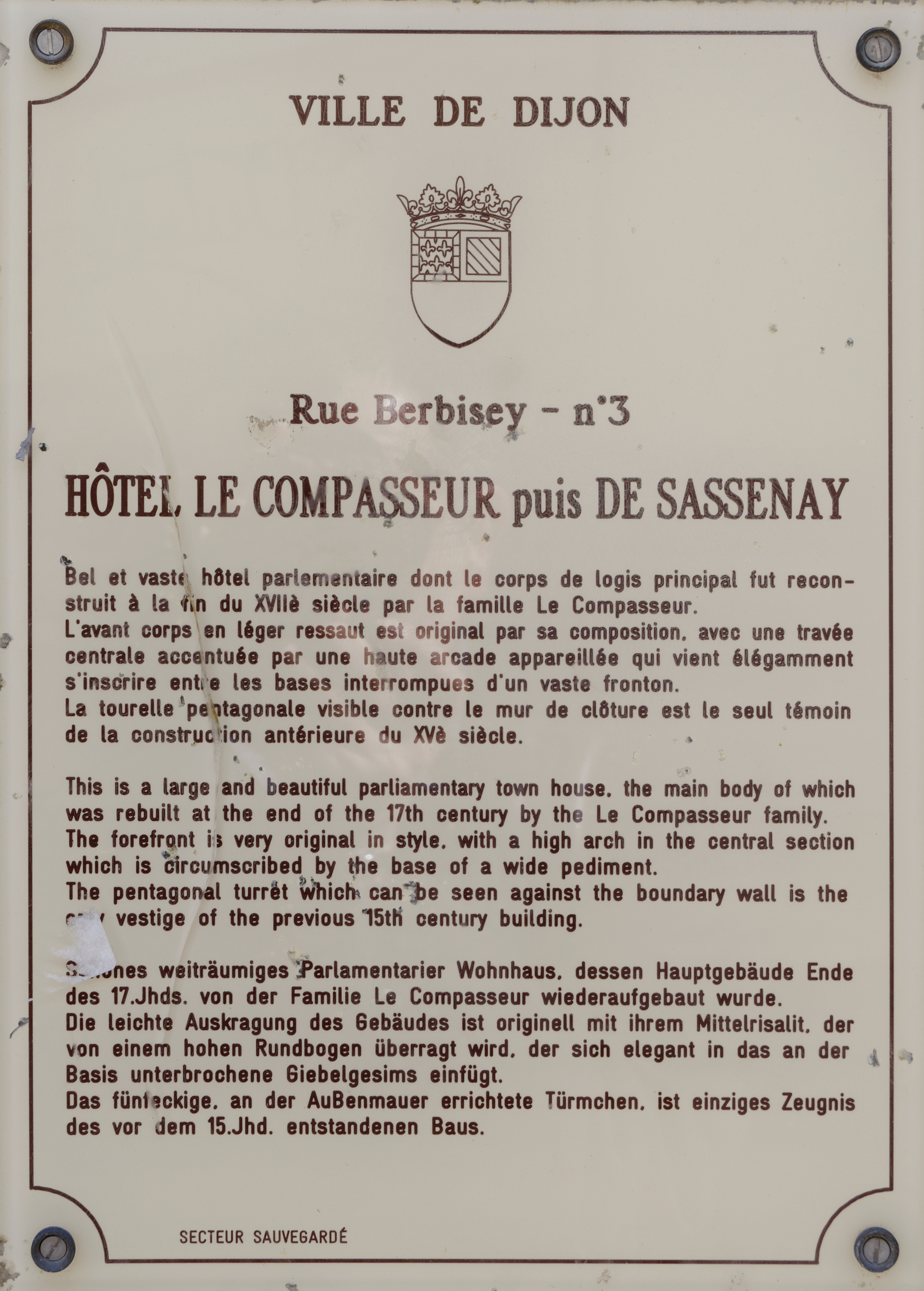
Plaque d'information trilingue (français, anglais et allemand)